# Ахмед Ибрахим Ресми
Ахмед Ресми Ефенди, ког неки арапски извори називају и Ахмедом бин Ибрахимом Гиридом („Ахмед, син Ибрахима Кретанца"), био је османски грчки државник, дипломата и аутор крај 18. века. У међународним односима, његов најважнији  задатак био је да делује као шеф османске делегације током преговора и потписивања Кучуккаинарџијског мира. У књижевном домену запамћен је по разним делима. Био је први амбасадор Турске у Берлину.

## Биографија
Ахмед Ресми рођен је у породици грчког порекла у критском граду Ретимно, који је био познат као Ресмо у Османском царству 1700. године. Према Мухамеду Мурадију, који је извор за оно мало што се зна о његовом Ремијевом раном животу, Ахмед Ресми стигао је у Истанбул 1734.  Уздижући се кроз османску бирократију, придружио се кругу реформатора, који су трансформисали дипломатске односе Османлија са Европом у 18. веку и основали неке од првих јавних библиотека у Истанбулу.
Ахмед Ресми именован је крајем 1757. године за амбасадора у Бечу, када је Мустафа III дошао на престо. Године 1749. такође је саставио Hamilet el-kübera, биографски списак главних црначких евнуха (kızlar ağaları) Османске палате.
Био је први турски амбасадор на двору Фридриха Великог у Берлину 1763/1764. Након тога, Ахмед Ресми је поднео детаљне извештаје о географији свог путовања и политици са којом се сусрео. У случају берлинске амбасаде, иза себе је оставио не само извештај о дипломатији, већ и приказ Фредерика и опис Седмогодишњег рата. Његова запажања иницирала су нагласак Османског царства на потребу проучавања европске политике.
По повратку из Берлина именован је главним дописником (мектупчу) великом везиру. 1765. постао је главни наредник и започео своје дуго пријатељство са Мухсинзадеом Мехмед-пашом, који је два пута био именован за великог везира. Ахмед Ресми био је присутан многим биткама и био је запажен по великој дарежљивости према рањеним војницима. 
Ахмед Ресми је деловао као први опуномоћеник у мировним преговорима Кучуккаинарџијског мира 1774. године и постао један од потписника тог споразума. Ресми је умро у августу 1783. године, мало пре него што је почетком 1784. године потписана Конвенција Ајналикавак о препуштању Крима Катарини II. О његовом породичном животу се за сад ништа не зна.

## Дела
- Hamiletü’l-kübera (1749): Биографски списак главних црначких евнуха од Мехмет Аге (1574–1590) до Морали Бешир Аге (други евнух са истим именом, који је служио између 1746. и 1752.). Обухвата биографије тридесет и осам евнуха, усредсређујући се на њихово порекло и професионалну каријеру. Закључни део говори о историји пада и погубљења Морали Бешир Аге и пружа  оправдања, као и објашњење догађаја.
- Hülasat el-itibar (1781): Критичка и сатирична историја руско-турског рата, 1768-1774. Ахмед Ресми био је на бојном пољу и био је свестан неуспеха јањичарског корпуса. Писање је огорчено, понекад комично, али искрено и страствено.
- Layiha: Меморандум представљен великом везиру Ивазаде Халил-паши 1769. године у вези са потребом за реорганизацијом и контролом војних штабова.
- Sefaretname-i Ahmed Resmî или Sefaretname-i Prusya: Извештај амбасаде Ахмеда Ресма у Берлину 1763-1764, који садржи дневник путовања, размишљања о пролазним градовима, као и записник о званичним састанцима са Фридрихом Великим, и многа размишљања о успону Фридриха, његове врсте владавине. И овај и извештај амбасаде у Бечу су много пута уређивани и транскрибовани и опширно разматрани на енглеском и турском језику.
- Sefinet er-rüesa or Halifet er-rüesa: Ово је једина биографска компилација османских главних писара до 1744. године, коју је започео Ахмед Ресми око 1749. године, а наставио Сулејман Фајк до 1804. године.
- Viyana Sefaretnamesi: Извештај амбасаде Ахмеда Ресмија у Бечу 1757-1758, написан одмах по његовом повратку.

Његова два дела о амбасади у Бечу и Берлину превео је на немачки језик Јосеф фон Хамер 1809. године.